# 박모

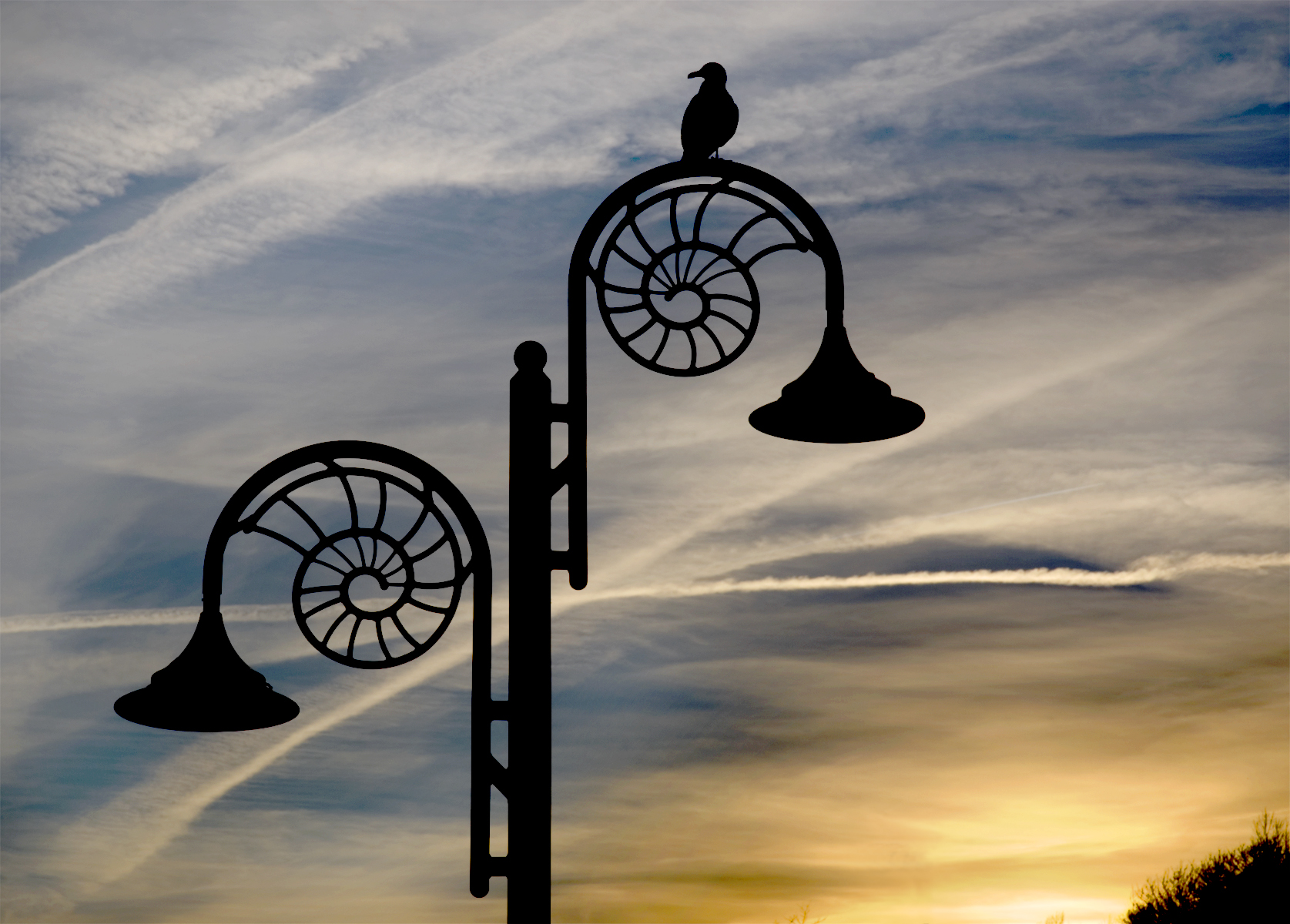

박모(薄暮, Dusk)는 저녁의 어둠의 시작으로 땅거미라고도 한다. 일몰과 혼동되곤 한다. 하늘은 일반적으로 일몰후에도 잠시 밝고 푸르다. 이 기간은 박명이며 박모는 저녁 박명의 끝이다.

박명을 따르는 박모
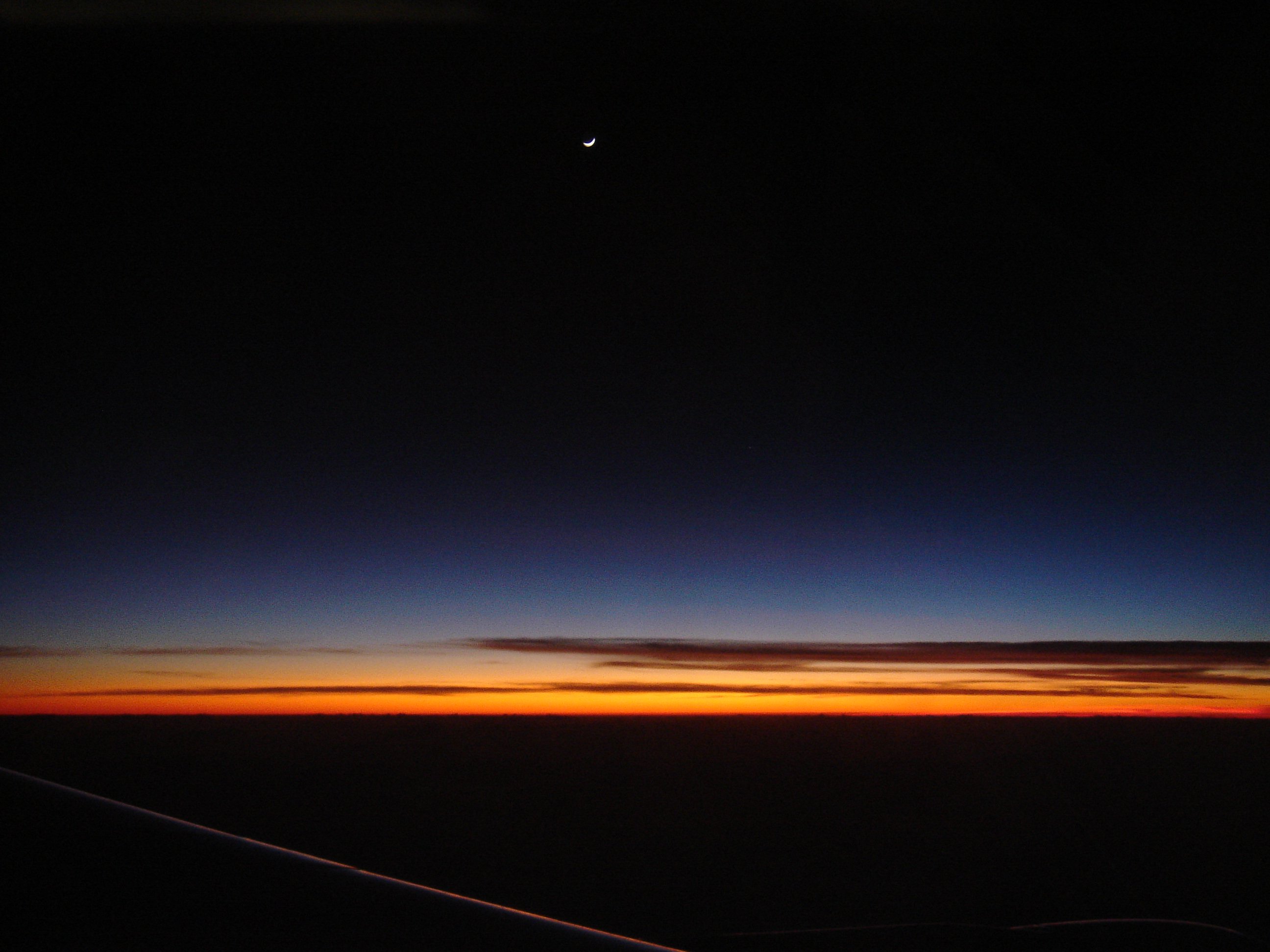
순항중인 비행기 바깥의 박모

## 같이 보기
- 새벽
- 해돋이
- 해넘이
- 박명